# ソバージュネコメガエル
ソバージュネコメガエル（Phyllomedusa sauvagii）は、アマガエル科ネコメガエル属に分類されるカエル。

## 分布
アルゼンチン北部、パラグアイ、ブラジル南部、ボリビア

## 形態
体長6-8cm。体形は太い。皮膚には筋状の隆起や、疣状の突起がある個体もいる。体色は全身が薄い緑色。下顎から体側面にかけて白い筋模様、腹面には不規則な白い斑紋が入る。
虹彩は淡黄色。耳腺は発達する。四肢は頑丈。指先は細く、吸盤は発達しない。
英名のWaxyは本種が皮膚から水を弾く油脂（ワックス）状の物質を分泌することに由来する。この物質を水分の蒸発を防ぐため全身に塗りたくる。また尿を液体ではなく爬虫類のように固体の尿酸として排出する。

## 生態
グランチャコに生息する。属内でも特に乾燥した環境に適応している。樹上棲。夜行性で、昼間は樹上で動かずにじっとしている。
食性は動物食で、昆虫類、節足動物等を食べる。口から水を飲む（カエルは普通皮膚から水分を給水するが、本種の場合全身に塗った油脂により水を弾いてしまう。）。
繁殖形態は卵生。水面上に垂れ下がる葉に卵を産む。卵を産むと葉を包み粘液で止める。

## 人間との関係
ペットとして飼育されることもあり、日本にも輸入されている。主に野生個体のオス（鳴き声を頼りに採集しているため）が流通しているが、飼育下繁殖個体が流通することもある。生息地で輸出が禁止される時期もあり、流通量には変動がある。
テラリウムで飼育される。樹上棲のため、高さのあるケージで飼育するのが望ましい。属内でも特に蒸れに弱いため、蓋やケージの側面を金網等にして通気性を確保しやや乾燥した環境で飼育する。枝や観葉植物等を組んで活動場所や隠れ家にするが、枝は掴めるように細い物を用意する。極度の低温には弱いため、冬季には暖房器具を使用したり、ケージを温室に収納する。日光浴を行うため、小型の保温用の電球等をケージの中へ照射する。水は小さな水容器を用意し、夜間や照明を消した際に霧吹きで湿度を上げる。餌はコオロギ等をピンセット等で各個体に与えるか、餌容器に入れて与える。餌に対しては事前に野菜等の餌を与えたり、サプリメントを振りかけて栄養価を上げる。餌に反撃されたり動きが緩怠なため逃げられるのを防ぐため、生きた餌の場合は顎や触角、後肢を潰したり折ってから与える。